# 제2기갑사단 (프랑스)
프랑스 제2기갑사단(2e Division Blindée, 2e DB)은 필리프 르클레르가 지휘했으며 서부 전선에서, 그리고 2차 대전 유럽 전구의 마지막 장에서 싸웠다. 사단은 1940년 말부터 1943년 트리폴리 때까지 이탈리아령 리비아를 공습한 부대의 핵심 주변부에서 창설되었으며, 대부분의 부대는 1941년 쿠프라 전투에서 중요한 역할로 유명해졌다. 1943년 8월 이 사단은 제2경보병사단으로 이름이 바뀌었으며, 이 사단은 미국 경보병기갑사단 조직의 휘하에서 조직되었다. 하지만 이 부대는 자유 프랑스의 대표적인 부대 중 하나였다. 사단은 제2경보병사단으로부터 온 병력, 프랑스 본토로부터 온 도망자들, 3,600명의 모로코와 알제리인들, 350명 정도의 스페인 공화국 망명 정부 군대를 포함하여 총 14,454명의 군인을 보유하고 있었다. 다른 자료는 2,000명 정도를, 공식 기록에서는 그들의 국적에 비해 스페인인은 300명이 조금 안 될 것이라 추산했는데, 스페인에 있는 그들의 가족들에 대한 보복을 두려워했기 때문이라고 보았다.
사단은 1944년 4월 승선하여 영국의 여러 항구로 들어왔다. 1944년 7월 29일, 프랑스를 향해 사단은 사우샘프턴 항구에서 승선했다. 1944년의 전투 기간 동안 이들은 팔레즈 포위전에서 연합군을 도와 독일군을 포위, 섬멸했고, 파리를 해방시켰으며, 로렌에서의 전차전에서는 기갑여단을 격퇴시키기도 했다. 이들은 스트라스부르를 자신들의 힘으로 탈환했다. 콜마르 포위전에 참가한 이후 사단은 서쪽으로 이동해 독일군이 차지하고 있는 루아양 항구를 공격했고, 1945년 4월 프랑스를 다시 가로질러 남독일에서의 마지막 공세에 참여했다. 이 때 이들은 히틀러의 "독수리의 소굴"로 처음 들어가기도 했다. 전쟁이 끝난 후 활동이 중지되었다가 1970년대부터 다시 활동을 재개해 1999년까지 복무했다.

## 제2차 세계 대전

### 팔레즈 포위전
사단은 노르망디의 유타 해변에 1944년 8월 1일 상륙했으며, 이 때는 노르망디 상륙으로부터 약 2달이 지난 후였다. 이들은 미국 제3군의 일부로서 조지 패튼 장군 휘하에서 복무했다. 사단은 미군과 캐나다군을 연결시키고 독일군에 대항해 급속히 진격함으로써 8월 12일부터 약 1주일 간 벌어진 팔레즈 포위전에서 중요한 역할을 했다. 그들은 독일 제9기갑사단을 완전히 궤멸시키고 다른 독일군 부대도 격퇴시켰다. 오버로드 작전 동안 제2기갑사단은 133명이 죽었고, 648명이 부상당했으며, 85명이 실종되었다. 이 사단은 76대의 장갑차량과 대포 7문, 반궤도차량 27대, 그리고 133대의 기타 차량을 잃었다. 같은 기간 동안 제2기갑사단은 독일군 4,500명을 사살하고 8,800명을 포로로 잡았으며 117대의 전차, 79문의 대포, 750대의 차량을 격파했다.

### 파리 해방

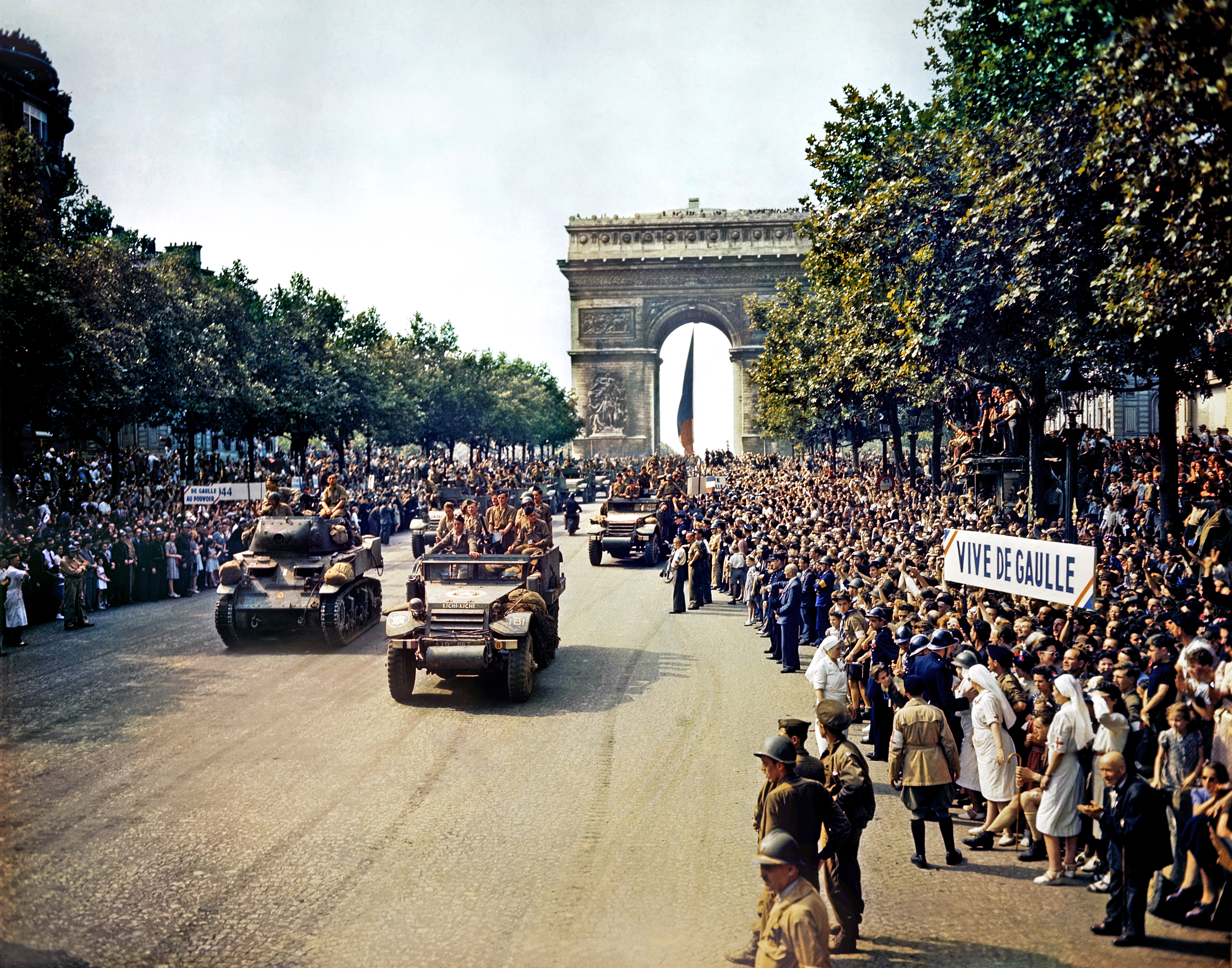
1944년 8월 26일 샹젤리제 거리를 행진하는 프랑스 제2기갑사단. 파리 해방 전투 직후의 모습이다.

사단의 역사상 가장 기념할만 한 순간은 파리 해방이다. 연합군 전략은 라인강으로 후퇴하는 독일군을 궤멸시키는 것을 강조했고, 파리에 대한 공격은 그것을 파괴하는 것을 감수해야 한다고 생각했지만 앙리 롤탕귀 휘하의 레지스탕스가 8월 19일 도시에서 봉기를 일으키자 샤를 드 골은 바르샤바 봉기처럼 봉기가 진압되는 것을 막기 위해 파리에 사단을 보내라고 협박했다. 드와이트 아이젠하워는 프랑스 기갑사단과 미국 제4보병사단을 파리로 보내는 것에 동의했다. 8월 23일 아침 르클라크의 제2기갑사단은 아르장탕 남쪽을 떠나 파리를 향해 진격했지만 도로의 열악한 상황과 프랑스 군중들, 그리고 파리 인근에서의 치열한 전투로 진격은 더디어졌다. 8월 24일, 르클라르 장군은 제2기갑사단이 다음 날 도시에 입성한다는 메시지와 함께 작은 진격 부대를 도시 안으로 진입시켰다. 레이몬드 드론에 의해 지휘를 받는 이 부대는 제9부대를 구성하고 있었다. 드론과 그의 사람들은 파리 시청에 도착하였는데 8월 24일 오후 9시 반 직전이었다. 8월 25일, 제2기갑사단과 미국 제4보병사단은 파리에 입성해 도시를 해방시켰다. 제2기갑사단의 전차 35대와 자주포 6대, 111대의 차량이 파괴될 정도로 치열했던 전투 씉에 독일 군사 정부는 뮤리스 호텔에서 항복했다. 8월 26일 샹젤리제 거리에서 큰 승전 행진 퍼레이드가 열렸다.

### 알자스-로렌
제2기갑사단은 로렌 지역의 전차전에서 싸웠다. 여기서 사단은 독일 제112기갑여단을 1944년 9월 13일 돔페어에서 궤멸시켰다. 연속적으로 제2기갑사단은 미군과 함께 보주산맥을 공격하였다. 미국 제15군단의 기갑병력으로 복무하면서 사베르네 포위망으로 적을 밀어붙였고, 대담하게 전진하며 독일군의 알자스 방어선을 붕괴시키고 1944년 11월 23일 스트라스부르를 탈환했다. 알자스에서 1945년 2월까지 싸운 후, 제2기갑사단은 1945년 3월부터 4월까지 프랑스 서부 해안의 루아양 고립지대를 격파하기 위해 그곳에 배치되었다.

### 독일
독일군을 루아양 포위전에서 몰아낸 이후 1945년 4월 18일 이들의 항복을 받아내었다. 제2기갑사단은 다시 프랑스를 건너가 미국 제6군집단과 재결합했다. 이들은 독일에서의 마지막 작전을 수행하였다. 미국 제12기갑사단과 함께 작전하며 프랑스 제2기갑사단의 부대원들은 독일 G 집단군의 잔존세력을 스와비아와 바이에른에서 몰아내며 1945년 5월 4일 바드라이헨할을 점령했다. 결국 제2기갑사단은 남동부 독일에서 베르히테스가덴이라는 나치 독일의 국경도시를 점령함으로써 유럽에서의 전쟁을 끝냈다.

### 2차 대전 손실
SHD에 따르면 부대는 96명의 마그레브인들을 포함해 1,224명이 죽었고 584명의 마그레브인들을 포함한 5,257명이 부상을 입었다고 본다. 제2기갑사단은 12,100명의 추축국 병사들을 사살했고, 41,500명을 포로로 잡았으며 322대의 중·경전차를 파괴했으며 2,200대의 기타 차량들과 다양한 종류의 포 426문을 파괴했다. 다른 기록에 의하면 부대는 108명의 장교를 포함해 1687명이 죽었고, 3,300명의 병사들이 부상을 입은 것으로 추산했다.

## 냉전
1945년 5월 13일, 연합군 해외원정군 최고 사령부는 제2기갑사단의 작전통수권을 프랑스로 이양했다. 1945년 5월 23일부터 28일까지 제2기갑사단은 파리의 여러 지역으로 이동했으며 1946년 3월 31일 활동을 중단했다. 1960년대 말부터 1970년대 초까지 제501전차여단이 프랑스 제1군의 제1군단의 일부인 제8기갑사단의 제2여단이었음을 보여주는 기록이 발견되었다. 제8기갑사단의 제2여단은 제2기갑사단의 전통에 따라 만들어진 것이었다. 1977년 3개의 여단급 사단이 4개에서 5개 사이의 새로 창설된 여단 혹은 대대로 해산 및 재배치되며 프랑스군은 급격히 재조직되었다. 제2기갑사단은 이 시기에 재조직된 것으로 보인다. 1977년부터 1999년까지 제2기갑사단은 베르사유에 본부를 두고 있었으며 제3군단이 상위 군대였다.

## 같이 보기
- 쿠프라 전투 (1941)
- 파리 해방
- 팔레즈 포위전
- 필리프 르클레르 드 오트클로크
- 장 레이미
- 자유 프랑스

## 자서전
- Les Grandes Unités Françaises (GUF), Volume V, Part 2, Service Historique de l'Armée de Terre, Paris: Imprimerie Nationale, 1975.
- historynet article on Berchtesgaden capture 보관됨 2016-03-03 - 웨이백 머신

## 인용 서적
- Lévy-Haussmann, Gilbert (2005). 《La 2eme DB vue par un 2eme classe》. Aigremont. ISBN 2-9524349-0-5.
- Bergot, E. (1980). 《La 2eme DB》. Paris: Presses de la Cité. OCLC 2266010670.